# Feng Yuxiang
Feng Yuxiang, född 6 november 1882 i Baoding, död 1 september 1948 i Svarta havet, var en kinesisk general och krigsherre som spelade en betydelsefull roll i kinesisk politik under 1920- och 1930-talen. På grund av sin iver att konvertera sina soldater till kristendomen var han känd som den "kristne generalen". Han kallades också "förrädargeneralen" på grund av sin benägenhet att bryta allianser och byta sida.

## Tidiga år
Feng härstammade från Chaohu i Anhui-provinsen och hans far var officer i den kejserliga armén. Han inträdde vid 16 års ålder i Li Hongzhangs Huai-armé, där han gjorde en snabb karriär. I början på 1900-talet drogs han med av de revolutionära strömningarna och undgick med nöd och näppe avrättning för förräderi mot Qingdynastin.
Tre år efter Xinhairevolutionen anslöt han sig till den nye presidenten Yuan Shikais armé och samma år konverterade Feng till protestantismen. Efter Yuans död 1916 slöt sig Feng Yuxiang till de krigsherrar som började dominera den lokala och nationella politiken i Kina. Han skilde sig dock från andra krigsherrar i det att han införde en politik som blandade kristendom och socialism i de områden han kontrollerade. Enligt samtida obekräftade rykten döpte han sina soldater med vatten från en brandslang.

## Höjdpunkt vid makten
Under det tidiga 1920-talet tillhörde han "Zhili-klicken" bland krigsherrarna, vilken besegrade "Fengtian-klicken" kring Zhang Zuolin. Under denna tid började Feng att stödja sig alltmer på Sovjetunionen framför allt av militära skäl. I oktober 1924 genomförde han "Peking-kuppen" (北京政变) som avsatte Cao Kun som landets president. I 5 november samma år fördrev Fengs trupper den avsatte kejsaren Puyi till från den Förbjudna staden för att kunna lägga beslag på kejsarens apanage och för att stärka Fengs republikanska image. Feng bjöd också Sun Yat-sen till Peking för att förhandla om att upprätta en ny nationell regering. Sun avled dock följande år under sitt besök i huvudstaden.

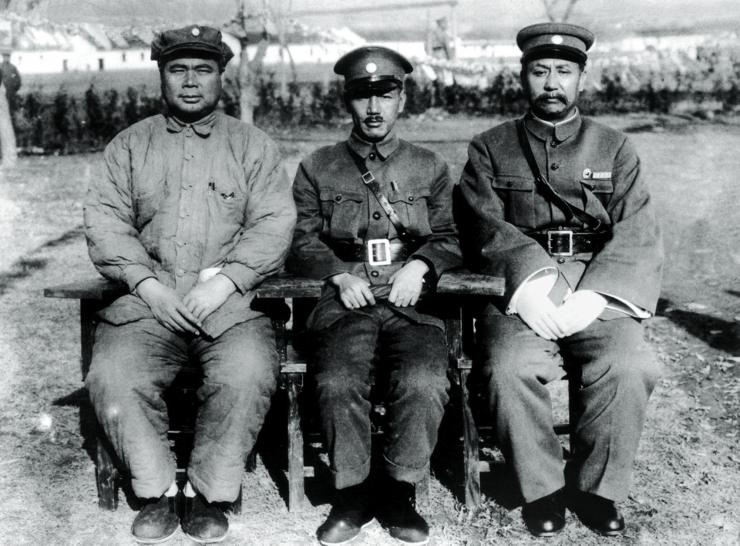
Feng Yuxiang, Chiang Kai-shek och Yan Xishan vid en konferens före utbrottet av inbördeskriget 1930.

1924 upplöstes Zhili-klicken sakta något som gav Kuomintang en möjlighet att utöka sitt inflytande i norra Kina. Samtidigt miste Zhili-klicken sin makt över Peking och Zhang Zuolin tog över istället. I detta läge ombildade Feng sin armé till Guominjun (國民軍) - "den nationella armén" - som stödde Kuomintang och som tränade sina soldater i en ideologi vilken blandade kristendom, nationalism och socialism.
Under den Norra expeditionen tre år senare stödde Feng Kuomintang och tvang sin ärkefiende Zhang att ge upp Peking. I och med detta kontrollerade Fengs armé större delen av norra och centrala Kina 1929.  Vid höjden av sin makt kontrollerade Guominjun provinserna Chahar, Rehe, Shaanxi och Suiyuan.

## Fall från makten och senare karriär
Feng utsattes för allt större påtryckningar från Kuomintangs nya nationella regering i Nanking, som ville utöva direkt kontroll över Fengs områden. Under det korta inbördeskrig som följde 1930, ofta kallat "kriget om de centrala slätterna" (中原大战), besegrade Chiang Kai-sheks armé Feng Yuxiang och hans allierade Li Zongren, Yan Xishan och Wang Jingwei.

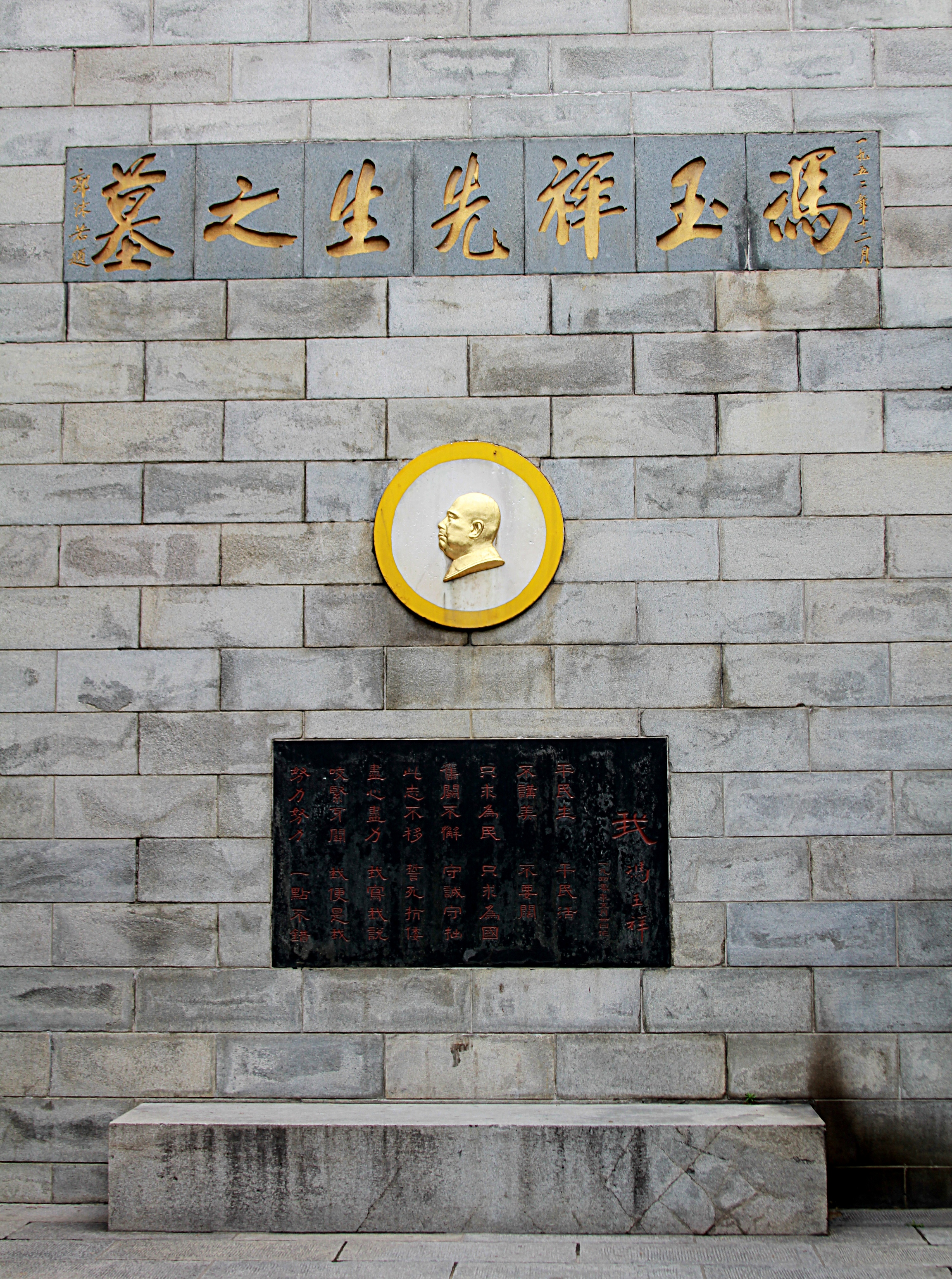
Feng Yuxiangs gravvård i Shandong.

Under det tidiga 1930-talet kritiserade den nu maktlöse Feng Yuxiang det som han uppfattade som Chiang Kai-sheks eftergiftspolitik mot japanernas aggression i Norra Kina. Efter det andra kinesisk-japanska krigets utbrott 1937 stödde han emellertid Kuomintang och höll en rad positioner i Chiangs motståndsregim i Chongqing.
Efter krigsslutet framträdde Feng åter som en kritiker av Chiang och han motsatte sig USA:s stöd till Chiangs regim och deltog i bildandet av Kuomintangs revolutionära kommitté i januari 1948. Feng avled under oklara omständigheter senare samma år då det skepp som han färdades i på väg till Sovjetunionen förliste.

## Eftermäle
De kinesiska kommunisterna betecknade Feng som en "god krigsherre" och han fick en hjältes begravning vid det heliga berget Taishan i Shandong 1953. Fengs änka Lu Te-chiuan blev sedermera hälsominister i Folkrepubliken Kina.